# Not Dead Yet Tour
La gira Not Dead Yet Tour es una gira de conciertos del mùsico británico Phil Collins, nombrada al igual que su autobiografía lanzada en octubre de 2016. Collins anunció que iba a realizar la gira el 17 de octubre de 2016 a la prensa, en el Royal Albert Hall de Londres.

## Fechas[2]
| 2 de junio de 2017      | Liverpool      | Inglaterra  | Liverpool Echo Arena         | —               | —            |
| 4 de junio de 2017      | Londres        | Inglaterra  | Royal Albert Hall            | —               | —            |
| 5 de junio de 2017      | Londres        | Inglaterra  | Royal Albert Hall            | —               | —            |
| 7 de junio de 2017      | Londres        | Inglaterra  | Royal Albert Hall            | —               | —            |
| 11 de junio de 2017     | Colonia        | Alemania    | Lanxess Arena                | 71,751 / 75,075 | $ 9,382,147  |
| 12 de junio de 2017     | Colonia        | Alemania    | Lanxess Arena                | 71,751 / 75,075 | $ 9,382,147  |
| 14 de junio de 2017     | Colonia        | Alemania    | Lanxess Arena                | 71,751 / 75,075 | $ 9,382,147  |
| 15 de junio de 2017     | Colonia        | Alemania    | Lanxess Arena                | 71,751 / 75,075 | $ 9,382,147  |
| 16 de junio de 2017     | Colonia        | Alemania    | Lanxess Arena                | 71,751 / 75,075 | $ 9,382,147  |
| 18 de junio de 2017     | París          | Francia     | AccorHotels Arena            | 62,071 / 63,210 | $ 10,683,116 |
| 19 de junio de 2017     | París          | Francia     | AccorHotels Arena            | 62,071 / 63,210 | $ 10,683,116 |
| 20 de junio de 2017     | París          | Francia     | AccorHotels Arena            | 62,071 / 63,210 | $ 10,683,116 |
| 22 de junio de 2017     | París          | Francia     | AccorHotels Arena            | 62,071 / 63,210 | $ 10,683,116 |
| 23 de junio de 2017     | París          | Francia     | AccorHotels Arena            | 62,071 / 63,210 | $ 10,683,116 |
| 25 de junio de 2017     | Dublin         | Irlanda     | Aviva Stadium                | —               | —            |
| 30 de junio de 2017     | Londres        | Inglaterra  | Hyde Park                    | —               | —            |
| 22 de noviembre de 2017 | Nottingham     | Inglaterra  | Motorpoint Arena Nottingham  | —               | —            |
| 24 de noviembre de 2017 | Sheffield      | Inglaterra  | Sheffield Arena              | —               | —            |
| 26 de noviembre de 2017 | Londres        | Inglaterra  | Royal Albert Hall            | —               | —            |
| 27 de noviembre de 2017 | Londres        | Inglaterra  | Royal Albert Hall            | —               | —            |
| 29 de noviembre de 2017 | Manchester     | Inglaterra  | Manchester Arena             | —               | —            |
| 1 de diciembre de 2017  | Glasgow        | Escocia     | The SSE Hydro                | —               | —            |
| 2 de diciembre de 2017  | Newcastle      | Inglaterra  | Metro Radio Arena            | —               | —            |
| 3 de diciembre de 2017  | Birmingham     | Inglaterra  | Genting Arena                | —               | —            |
| América Latina          |                |             |                              |                 |              |
| 22 de febrero de 2018   | Río de Janeiro | Brasil      | Maracana Stadium             | 40.000          | —            |
| 24 de febrero de 2018   | San Pablo      | Brasil      | Allianz Parque               | 40.000          | —            |
| 27 de febrero de 2018   | Porto Alegre   | Brasil      | Estadio Beira-Rio            | 40.000          | —            |
| 6 de marzo de 2018      | Monterrey      | México      | Auditorio Banamex            | 8.500           | —            |
| 7 de marzo de 2018      | Guadalajara    | México      | Arena VFG                    | 9.000           | —            |
| 9 de marzo de 2018      | México DF      | México      | Palacio de los Deportes      | 15.000          | —            |
| 13 de marzo de 2018     | Lima           | Perú        | Jockey Club del Perú         | 10.000          | -            |
| 15 de marzo de 2018     | Santiago       | Chile       | Estadio Nacional de Chile    | 50.000          | -            |
| 17 de marzo de 2018     | Montevideo     | Uruguay     | Estadio Centenario           | 20.000          | -            |
| 19 de marzo de 2018     | Córdoba        | Argentina   | Estadio Instituto de Córdoba | 25.000          |              |
| 20 de marzo de 2018     | Buenos Aires   | Argentina   | Campo Argentino de Polo      | 55.000          |              |
| 23 de marzo de 2018     | San Juan       | Puerto Rico | Coliseo de Puerto Rico       | 15,108 / 15,113 | $1,620,614   |

La gira continuó con fechas en Norteamérica, Oceanía, Europa y regresó a los Estados Unidos, donde finalizó en octubre de 2019.

## Banda
- Phil Collins – voz principal
- Nicholas Collins – batería, piano
- Leland Sklar – bajo
- Daryl Stuermer – guitarras
- Ronnie Caryl – guitarra rítmica
- Brad Cole – sintetizadores
- Arnold McCuller – coros (excepto París, Dublín y Hyde Park dates)
- Amy Keys – coros
- Bridgette Bryant – coros
- Lamont van Hook – coros
- Luis Conte – percusiones (excepto Dublin y Hyde Park)
- Richie Garcia - percusiones (solo en Dublin y Hyde Park)
- Harry Kim – trompeta
- Dan Fornero – trompeta
- George Shelby – saxophono
- Luis Bonilla – trombón